# بیماری پستان
بیماری‌های پستان می‌توانند با اختلالات دستگاه پوششی یا دستگاه تناسلی طبقه‌بندی شوند. اکثر بیماری‌های پستانی غیرسرطانی هستند.

## تومور

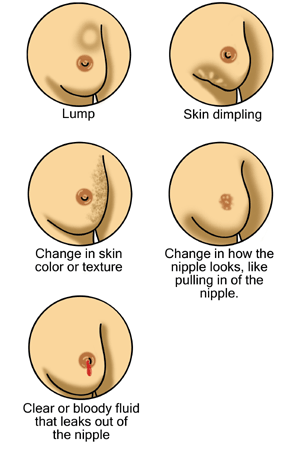
نگاره‌های علایم اولیه سرطان پستان

تومور پستان، نوعی توده‌ای غیرعادی از بافت در پستان است که از اثرات نئوپلاسم به‌وجود آمده‌است. نئوپلاسم پستان می‌تواند خوش‌خیم باشد همانند بافت فایبرودنوما یا می‌تواند بدخیم باشد که در این موارد به آن سرطان پستان می‌گویند. هر دو مورد به عنوان برآمدگی پستان نمایان می‌شوند. حداکثر ۷ درصد از برامدگی‌های پستان فایبرودنوما و ۱۰ درصد سرطان پستان هستند، مابقی دیگر موارد خوش‌خیم هستند یا هیچ بیماری خاصی نیستند.
تومور فیلودس نوعی از تومورهای فایبرودنوما است که می‌تواند خوش‌خیم، مرزی یا بدخیم باشد.

### سرطان پستان
در بین زنان در سراسر جهان، سرطان پستان از اصلی‌ترین عوامل مرگ‌ومیر سرطانی است. خودآزمایی پستان (به انگلیسی: Breast self-examination) (به اختصار BSE) یکی از روش‌های آسان اما غیرمطمئن برای یافتن سرطان پستان ممکن می‌باشد. برخی از عوامل که تأثیر بسیار بالایی در پیشگیری سرطان پستان دارند می‌تواند شامل آزمایش‌ها نزد متخصصین، خودآزمایی‌ها و ماموگرام‌های منظم، رژیم غذایی مناسب و ورزش برای کاهش وزن و چربی بدن، می‌باشند.

## تغییرات فیبروسیست پستانی
تغییرات فیبروسیست پستانی که همچنین با نام‌های بیماری فیبروسیست پستانی، ورم پستان مزمن کیستیک، بیماری کیستیک پستانی و دیسپلازی پستانی شناخته می‌شود وضعیتی از بافت پستان است که حدود ۳۰ تا ۶۰ درصد از زنان را تحت تأثیر خود قرار می‌دهد. این بیماری توسط غده‌های غیرسرطانی پستان مشخص می‌شود که گاهی و اغلب به صورت دوره‌ای می‌تواند باعث ناراحتی شود که از با فعالیت‌های هورمونی از چرخه قاعدگی مرتبط است.

## حالت‌های غیرعادی نوک پستان

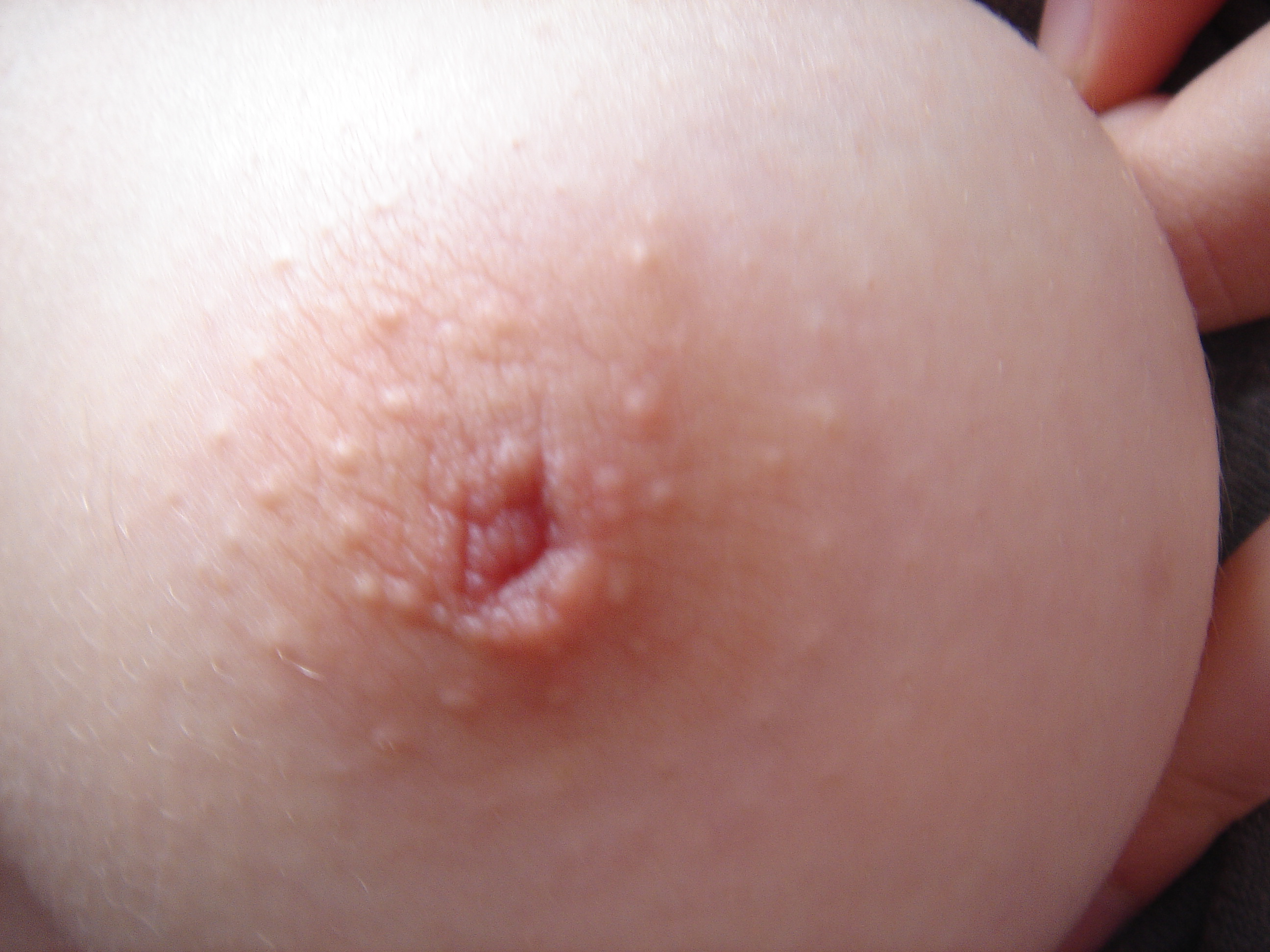
پستانی با نوک پستان درونی یا معکوس

حالت‌های غیرعادی نوک‌پستان عبارتند از:
- ترشح نوک پستان
- نوک پستان درونی
- نوک پستان اضافی

## دیگر وضعیت‌های پستان
- ازیاد پستان
- بزرگ‌شدن پستان مردانه
- بیماری موندور
- بیماری پستانی پاگت
- بزرگ‌شدن پستان زنانه
- شیرریزش
- کیست یا سیست پستان
- پستان درد